# ナポレオン・アンリ・ルベル
ナポレオン・アンリ・ルベル（Napoléon Henri Reber, 1807年10月21日 - 1880年11月24日）は、フランスの作曲家。

## 生涯
ルベルはアルザスのミュルーズに生まれた。彼はアントニーン・レイハとジャン＝フランソワ・ル・スュールに師事し、室内楽曲を作曲するとともにフランスの最良の詩人らの新作の詩に音楽をつけるなどした。1851年には彼はパリ音楽院の和声の教授に就任し、また1862年にジャック・アレヴィの跡を継いで作曲の教授にも就いている。1871年からは音楽院の分校における査察官の役割も果たしていた。彼は1853年にこの世を去ったジョルジュ・オンスローに代わり、アカデミー・フランセーズの会員に選出された。
1849年10月30日にパリのペール・ラシェーズ墓地で執り行われたショパンの葬儀においては、ショパンが埋葬される傍らでルベルが管弦楽編曲を施したショパンの『葬送行進曲』が演奏された。
ルベルは1855年にレジオンドヌール勲章のシェヴァリエに、1870年にはオフィシエに叙された。死に際してはサン＝サーンスへとフランス学士院の会員の座を譲り渡している。ルベルの著名な門弟にはアドルフ・ダンハウザーやジュール・マスネらがいる。
ルベルはパリに没した。

## 主要作品
ルベルの作品にはバレエ『恋する悪魔』（フランソワ・ブノワと共作、1840年）、コミック・オペラの『Le nuit de Noël』（1848年）、『Le père Gaillard』（1852年）、『Les papillotes de M. Benoist』（1853年）、『Les dames capitaines』（1857年）など、4曲の交響曲、多くの室内楽曲がある。彼が著した『Traité d'harmonie』（1862年）はいくつもの版を重ねた。
ルベルの室内楽曲には弦楽五重奏曲（彼のOp.1であり、チェロが2本の構成）、1曲の弦楽四重奏曲、1曲のピアノ四重奏曲（1866年）、7曲のピアノ三重奏曲がある。
- 交響曲第1番 ニ短調
- 交響曲第2番 ハ長調 （パリのRichaultから出版[5]）
- 交響曲第3番 変ホ長調 （1850年以前と思われる。パリのRichaultより出版[6]）
- 交響曲第4番 ト長調 （1850年以前と思われる。パリのRichaultより出版[7]）

## 教育
ルベルの著した「和声法」は同時期に完成されたフランソワ・バザンの教本の普及率を超え、テオドール・デュボワ
やポール・モーリスがそろって「ルベルへの補遺」を出版するなど、フランス和声法の長年の根幹であった。
池内友次郎はルベルの教本で勉強するように命じられたといわれる。